# Sabina Welserin
Sabina Welserin (Augusta, ... – ...; fl. XVI secolo) è stata una gastronoma tedesca.

## Biografia
I Welser erano membri del patriziato mercantile di Augsburg (Augusta, Germania),  banchieri mercantili internazionali e venture capitalist (finanziere di attività ad alto sviluppo), come i Fugger e gli Hochstetter.

## Opere
Sabina Welserin, è l'autrice del un libro di cucina tedesca, Das Kochbuch der Sabina Welserin,,  datato 1553.
Il manoscritto è stato curato da Hugo Stopp e pubblicato nel 1980. È una delle pochissime fonti primarie per la storia della cucina tedesca.